# Sinophora japonica
Sinophora japonica är en insektsart som beskrevs av Matsumura 1942. Sinophora japonica ingår i släktet Sinophora och familjen spottstritar. Inga underarter finns listade i Catalogue of Life.